# Blitzkrieg (grup)
Blitzkrieg és una banda britànica de heavy metal (que pertany a la NWOBHM) fundada en 1980 a Leicester pel vocalista Brian Ross, l'únic membre present en totes les alineacions de la banda durant els seus trenta anys d'existència. Encara que en un principi la banda es formà en 1980, se separà uns anys després per a reformarse en 1984 i publicar A Time of Changes en 1985, un disc que anava a ser publicat en 1981. Aquest àlbum conté la cançó "Blitzkrieg", versionada múltiples vegades per Metallica, la qual cosa els va donar prou popularitat en el món del heavy metal. El bateria d'aquest grup, Lars Ulrich, ha expressat diverses vegades que Blitzkrieg ha sigut una de les seues màximes influències junt amb Diamond Head.
Des de la seua fundació, el grup ha sofert una constant d'anades i vingudes de membres, encara que Ross és l'únic permanent des de la primera encarnació de la banda. Han publicat nou àlbums, sent l'últim Theatre of the Damned, a la venda des de 2007.

## Membres
- Brian Ross - veu
- Ken Johnson - guitarra
- Guy Laverick - guitarra
- Paul Brewis - baix
- Phil Brewis - bateria

## Discografia
- A Time of Changes (1985)
- Ten Years of Blitzkrieg (1991)
- Unholy Trinity (1995)
- Ten (1997)
- The Mists of Avalon (1998)
- Absolute Power (2002)
- Absolute Live (2004)
- Sins and Greed (2005)
- Theatre of the Damned (2007)